# Mesopolobus yasumatsui
Mesopolobus yasumatsui är en stekelart som beskrevs av Kamijo 1981. Mesopolobus yasumatsui ingår i släktet Mesopolobus och familjen puppglanssteklar. Inga underarter finns listade i Catalogue of Life.